# Cmentarz żydowski w Kazanowie
Cmentarz żydowski w Kazanowie – kirkut służący żydowskiej społeczności zamieszkującej niegdyś Kazanów. Powstał w 1711 roku. Znajdował się na północny wschód od centrum miejscowości. Został zniszczony podczas II wojny światowej. Zachowały się dwie macewy.
Dzielnica, w której znajduje się kirkut nazywa się Pod Kierkutem.